# BMX Flatland World Circuit
Le BMX Flatland world circuit est une compétition de flat, discipline de BMX, en plusieurs rounds créée et produite par Yasuyuki Takeo a.k.a. Green-G.
Il se déroule chaque année en plusieurs rounds et sur plusieurs continents tout au long de l'année.

## Règles
La compétition est divisée en plusieurs rounds. Le cumul des points gagnés dans les trois meilleurs rounds donne le résultat final et désigne le champion et ses dauphins.
Les points sont attribués selon la place obtenue à chaque round de la manière suivante.
| Place | Points attribués | Place | Points attribués | Place | Points attribués | Place | Points attribués | Place | Points attribués |
| ----- | ---------------- | ----- | ---------------- | ----- | ---------------- | ----- | ---------------- | ----- | ---------------- |
| 1     | 1000             | 21    | 576              | 41    | 326              | 61    | 148              | 81    | 43               |
| 2     | 939              | 22    | 562              | 42    | 315              | 62    | 141              | 82    | 39               |
| 3     | 897              | 23    | 548              | 43    | 305              | 63    | 134              | 83    | 36               |
| 4     | 865              | 24    | 534              | 44    | 294              | 64    | 128              | 84    | 33               |
| 5     | 840              | 25    | 520              | 45    | 284              | 65    | 121              | 85    | 30               |
| 6     | 817              | 26    | 507              | 46    | 274              | 66    | 115              | 86    | 28               |
| 7     | 796              | 27    | 493              | 47    | 265              | 67    | 109              | 87    | 25               |
| 8     | 778              | 28    | 480              | 48    | 255              | 68    | 103              | 88    | 23               |
| 9     | 761              | 29    | 467              | 49    | 246              | 69    | 97               | 89    | 21               |
| 10    | 745              | 30    | 454              | 50    | 237              | 70    | 92               | 90    | 19               |
| 11    | 728              | 31    | 442              | 51    | 228              | 71    | 86               | 91    | 17               |
| 12    | 712              | 32    | 429              | 52    | 219              | 72    | 81               | 92    | 16               |
| 13    | 696              | 33    | 417              | 53    | 210              | 73    | 76               | 93    | 14               |
| 14    | 681              | 34    | 405              | 54    | 202              | 74    | 71               | 94    | 13               |
| 15    | 665              | 35    | 393              | 55    | 194              | 75    | 67               | 95    | 12               |
| 16    | 650              | 36    | 381              | 56    | 186              | 76    | 62               | 96    | 11               |
| 17    | 635              | 37    | 370              | 57    | 178              | 77    | 58               | 97    | 11               |
| 18    | 620              | 38    | 359              | 58    | 170              | 78    | 54               | 98    | 10               |
| 19    | 605              | 39    | 347              | 59    | 162              | 79    | 50               | 99    | 10               |
| 20    | 590              | 40    | 336              | 60    | 155              | 80    | 46               | 100   | 10               |

Les places sont attribuées d'après l’évaluation des juges.
Le format des rounds peut différer. Il peut y avoir les formats suivants:
- format normal: les riders ont une durée déterminée pour faire leur round et les juges les évaluent sur la difficulté, la performance, l'originalité, la variété et le style. Chaque rider peut obtenir un maximum de 100 points.
- format battle: deux ou trois riders s'affrontent sur une durée déterminée. Les juges déterminent uniquement lequel des riders a été le meilleur et le font passer au tour suivant. C'est le format utilisé en principe en finale.

## Palmarès

### 2012
Troisième round: BFWC Final  à Berlin (1er décembre 2012)
Deuxième round: King of Ground à Kobe au Japon (21 et 22 juillet 2012)
1. Yohei Ucchino (1000)
2. Moto Sasaki (939)
3. Shinishi Kiba (897)
4. Matthias Dandois (865) 
5. Dominik Nekolny (840)
6. Hiroya Morisaki (817)
7. Takahiro Ikeda (796)
8. Nao Yoshida (778)
Premier round: JoMo à La Nouvelle-Orléans (20 et 21 avril 2012)
1. Yohei Uchino (1000)
2. Dominik Nekolny (939)
3. Moto Sasaki (897)
4. Matthias Dandois (865) 
5. Viki Gomez (840)
6. Takahiro Ikeda (817)
7. Terry Adams (796)
8. Alex Jumelin (778)
9. Matt Wilhelm (761)
10. Jesse Puente (745)
11. Uchino Yoshiki (729)
12. Jean William Prevost (712)
13. Jean-Francois Boulianne (696)
14. Andrew Cooper (681)
15. James McGraw (665)
16. Art Thomason (650)
17. Koit McIntire (635)
18. Bo Wade (620)

### 2011
Champion: Matthias Dandois

Quatrième Round: King of Ground au Japon
1 Matthias Dandois (1000)
2 Moto Sasaki (939)
3 Yohei Uchino (897)
4 Yoshihiro Shinde (865)
5 Takahiro Ikeda (840)
6 Pakphum Poosa-Art (817)
7 Tsutomu Kitayama (796)
8 Taikou Kaneta (778)
9 Hiroya Morizaki (761)
10 Yuki Sakai (745)
11 Nao Yoshida (728)
12 Jean-Francois Boulianne (712)
13 Yuuki Ito (696)
14 Jean William Prevost (681)
15 Worawee Srivichai (665)
16 Chutchalerm Chaiwirotwit (650)
17 Takuma Kawamura (635)
18 Masato Ito (620)
19 Syuichi Osada (605)
20 Fumiya Kanna (590)
21 Kouichi Higo (576)
22 Shinichiro Hara (562)
23 Yasushi Tanabe (548)
24 Takuya Higa (534)
25 Susumu Morioka (520)
26 Akihiko Takahasi (507)
27 Yorimitsu Miyata (493)
28 Tomokazu Morinaga (480)
29 Takahiro Higaki (467)
30 Jyunpei Goto (454)
31 Yasunari Ishijima (442)
32 Keisuke Tanigawa (429)
33 Ikko Tanaka (417)
34 Alejandro Neuma (405)
35 Keita Uchino (393)
36 Akihiro Matsuura (381)
37 Takuya Ito (370)
38 Shinya Matsuura (359)
Troisième Round: Ground Force
1 Moto Sasaki
2 Matthias Dandois
3 Yohei Uchino
4 Takahiro Ikeda
5 Dominik Nekolny
6 Tsutomu Kitayama
7 Jean William Prevost
8 Yoshihiro Shinde
9 Yuki Sakai
10 Kaneta Taiko
11 Masatoshi Karino
12 Shintaro Misawa
13 Tomoaki Yoshimura
14 Hiroya Morizaki
15 Calvin Tan
16 Takuji Kasahara
17 Worawee Srivichai
18 Sheikh Muhd Taslim
19 Pakphum Poosa-Art
20 Jean-Francois Boulianne
21 Yu Yamamoto
22 Takao Fukuda
23 Pichit Waraa-nan
24 Januar Susanto
25 Heru Anwari
26 Renz Viaje
27 Rungrote Suntonpanitchakit
28 Katsushi Tanaka
29 Naoto Kiyohara
30 Fadli Bin Kamal
31 Panus Woraa-nan
32 Kazuma Sako
 Deuxième round: Ninja Spin
1 Matthias Dandois
2 Adam Kun
3 Dez Maarsen
4 Alexandre Jumelin
5 Jean-william Prevost
6 Yohei Uchino
7 Moto Sasaki
8 Raphael Chiquet
9 Hiroya Morizaki
10 Jean Bulhon
11 Martin Drazil
12 Thomas Noyer
13 Jean Francois Boulianne
14 Alexis Desolneux
15 Georges Romain
16 Michal Dufek
 Premier round: JoMo à La Nouvelle-Orléans
1 Terry Adams
2 Matt Wilhelm
3 Matthias Dandois
4 Yohei Uchino
5 Moto Sasaki
6 Takahiro Ikeda
7 Tsutomu Kitayama tokyo
8 Dane Beardsley athens
9 Jean-Francois Boulianne
10 Jean-William Prevost
11 Bo Wade
12 Art Thomason
13 Shayne Khajehnoori
14 Joe Miller

### 2010
Champion: Viki Gomez

 Troisième round: Kind of Ground au Japon
1 Moto Sasaki (1000)
2 Viki Gomez (939)
3 Dominik Nekolny (897)
4 Matthias Dandois (865)
5 Takahiro Ikeda (840)
6 Youhei Uchino (817)
7 Tomokazu Morinaga (796)
8 Hiroya Morizaki (778)
9 Keisuke Tanigawa (761)
10 Yasunari Ishijima (745)
11 Yuuki Ito (728)
12 Shinichiro Hara (712)
13 Shinichi Kiba (696)
14 Matti Rose (681)
15 Nao Yoshida (665)
16 Akihiko Takahasi (650)
17 Yorimitsu Miyata (635)
18 Jyunpei Goto (620)
19 Takuma Kawamura (605)
20 Shinya Matsuura (590)
21 Lee Musselwhite (576)
22 Masatoshi Karino (562)
23 Fumiya Kanna (548)
24 Alexandre Jumelin (534)
25 Taikou Kaneta (520)
26 Takahiro Higaki (507)
27 Miguel Monzon (493)
28 Jean Francois Boulianne (480)
29 Akira Okamura (467)
30 Yasushi Tanabe (454)
31 Tsutomu Kitayama (442)
32 Waldemar Fatkin (429)
33 Benjamin Großjohann (417)
34 Cory Fester (405)
35 Ikko Tanaka (393)
36 Alejandro Neuma (381)
37 Syuichi Osada (370)
38 Michal Dufek (359)
39 Camilo Gutierrez (347)
40 Kouichi Higo (336)
Deuxième round: Barcelona XTreme à Barcelone
1 Viki Gomez (1000)
2 Takahiro Ikeda (939)
3 Yohei Uchino (897)
4 Dominik Nekolny (865)
5 Matthias Dandois (840)
6 Moto Sasaki (817)
7 Tsutomu Kitayama (796)
8 Kotaro Tanaka (778)
9 Guelo Monzon (761)
10 Jesse Puente (745)
11 Gilles vande sompel (728)
12 Alexandre Jumelin (712)
13 Waldemar Fatkin (696)
14 Adam Kun (681)
15 Camilo Gutierrez (665)
16 Dez Maarsen (650)
17 Thomas Noyer (635)
18 Nao Yoshida (620)
19 David Hoffmann (605)
20 Matti Rose (590)
21 Rafael Chiquet (576)
22 Alejandro Neuma (562)
23 Nicolas Ferrando (548)
24 Koh Yoshida (534)
25 Mohammedi Bashir (520)
26 Michael Dufek (507)
27 Sascha Heydeman (493)
28 Mohammedi Mustapha (480)
29 Arturo Contreas (467)
 Premier round: FISE à Montpellier
1 Matthias Dandois (1000)
2 Moto Sasaki (939)
3 Viki Gomez (897)
4 Yohei Uchino (865)
5 Ikeda Takahiro (840)
6 Jesse Puente (817)
7 Terry Adams (796)
8 Adam Khun (778)
9 Dominik Nekolny (761)
10 Alexandre Jumelin (745)
11 Raphael Chiquet (728)
12 Waldemar Fatkin (712)
13 Monzon Guelo (696)
14 Joris Bretagnolles (681)
15 Camilo Gutierrez (665)
16 Stephan Kornely (650)
17 Lasse Suttnig (635)

### 2009
Champion: Matthias Dandois

Troisième round: VooDoo Jam à La Nouvelle-Orléans
1 Matthias Dandois (1000)
2 Youhei Uchino (939)
3 Terry Adams (897)
4 Viki Gomez (865)
5 York Uno (840)
6 Shintaro Misawa (817)
7 Matt Wilhelm (796)
8 Hiroya Morizaki (778)
9 Pete Brandt (761)
10 Raphaël Chiquet (745)
11 Art Thomason (728)
12 Yuki Sakai (712)
13 Takeomi Okimitsu (696)
14 Aaron Frost (681)
15 Takao Fukuda (665)
 Deuxième round: King of Ground au Japon
1 Matthias Dandois (1000)
2 Shinichi Kiba (939)
3 Youhei Uchino (897)
4 Viki Gomez (865)
5 Tomokazu Morinaga (840)
6 Raphael Chiquet (817)
7 Terry Adams (796)
8 Tsutomu Kitayama (778)
9 Shintaro Misawa (761)
10 Hiroya Morizaki (745)
11 Yasunari Ishijima (728)
12 Akira Okamura (712)
13 Hirokazu Miura (696)
14 Yoshihiro Shinde (681)
15 Takuma Kawamura (665)
16 York Uno (650)
17 Martti Kuoppa (635)
18 Yoshiki Uchino (620)
19 Moto Sasaki (605)
20 Takahiro Ikeda (590)
21 Yorihisa Shiota (576)
22 Pakphum Poosa-art (562)
23 Jeff Boullianne (548)
24 Shinichiro Hara (534)
25 Ryoji Yamamoto (520)
26 Keisuke Matsumoto (507)
27 Alexandre Jumelin (493)
28 Yorimitsu Miyata (480)
29 Yuki Sakai (467)
30 Hironao Doukou (454)
31 Syuichi Osada (442)
32 Junichiro Sakamoto (429)
33 Akihiko Takahasi (417)
Premier round: Ninja Spin à Monte-Carlo
1 Matthias Dandois, France (1000)
2 Adam Kun, Hungary (939)
3 Justin Miller, États-Unis (897)
4 Martti Kuoppa, Finland (865)
5 Matt Wilhelm, États-Unis (840)
6 Viki Gomez, Spain (817)
7 Terry Adams, États-Unis (796)
8 Yohei Uchino, Japan (778)
9 Hiro Morizaki, Japan (761)
10 James White, U.K. (745)
11 Michael Sommer, Austria (728)
12 Daniel Furman, Germany (712)
13 Shintaro Misawa, Japan (696)
14 Raphaël Chiquet, France (681)
15 Dominik Nekoly, Crzeh Republic (665)
16 Alexis Desolneux, France (650)
17 Yoshihiro Nishikawa, Japan (635)
18 Valdemar Fatkin, Germany (620)
19 Chris Böhm, Switzerland (605)
20 York Uno, Japan (590)
21 Sebastian Pospischil, Germany (576)
22 Dan Henning (562)
23 Martin Drazil (548)
24 Gilles Van de Sompel (534)
25 Thomas Noyer (520)
26 Jeff Boullianne (507)
27 Peter Hoffman (493)
28 John Krämer (480)
29 Alexandre Jumelin, France (467)

### 2008
Champion: Matthias Dandois

Troisième round: King of ground à Tokyo (18 et 19 octobre 2008)
1 Matthias Dandois (1000)
2 Sam Foakes (939)
3 Youhei Uchino (897)
4 Hiroya Morizaki (865)
5 Matt Wilhelm (840)
6 Hirokazu Miura (817)
7 Terry Adams (796)
8 Akira Okamura (778)
9 Dominik Nekolny (761)
10 Yoshiki Uchino (745)
11 Viki Gomez (728)
12 Michael Sommer (712)
13 Shinichi Kiba (696)
14 Chutchalerm Chaiwirotwit (681)
15 Raphaël Chiquet (665)
16 York Uno (650)
17 Yoshihiro Shinde (635)
18 Tsutomu Kitayama (620)
19 Pakphum Poosaart (605)
20 Kotaro Arai (590)
21 Hironao Doukou (576)
22 Takahiro Ikeda (562)
23 Shintaro Misawa (548)
24 Moto Sasaki (534)
25 Tomokazu Morinaga (520)
26 Alexandre Jumelin (507)
27 Ryoji Yamamoto (493)
28 Yoshihiro Nishikawa (480)
29 Akihiko Takahasi (467)
30 Takuma Kawamura (454)
31 Yuki Sakai (442)
32 Shinichiro Hara (429)
33 Effraim Catlow (417)
34 Kotaro Tanaka (405)
35 Hidekazu Kuga (393)
36 Yorihisa Shiota (381)
37 Yasunari Ishijima (370)
38 Keisuke Matsumoto (359)
39 Yorimitsu Miyata (347)
40 Keisuke Tanigawa (336)
41 Junichiro Sakamoto (326)
42 Takayuki Iwa (315)
Deuxième round: Suzuki BMX Masters à Cologne (4 et 5 juillet 2008)
Premier round: VooDoo Jam à La Nouvelle-Orléans (31 mai 2008)

### 2007
Champion: Hiroya Morizaki

Troisième round: Flatground à Amsterdam
1 Matthias Dandois (1000)
2 Terry Adams (939)
3 Justin Miller (897)
4 Waldemar Fatkin (865)
5 Hiroya Morizaki (840)
6 Matt Wilhelm (817)
7 Michael Steingraber (796)
8 Keisuke Matsumoto (778)
9 Cory Fester (761)
10 Hirokazu Miura (745)
11 Sam Foakes (728)
12 Shintaro Misawa (712)
13 Yoshihiro Shinde (696)
14 Sebastian Pospischil (681)
15 Yoshiki Uchino (665)
16 York Uno (650)
17 Yoshihiro Nishikawa (635)
18 Akihikio Takahashi (620)
19 Daivid Hoffman (605)
20 Alexandre Jumelin (590)
21 Dominik Nekolny (576)
22 Ryoji Yamamoto (562)
23 Ahmad Shaiful Bin Azis (548)
24 Adam Kun (534)
25 Sytse Winkel (520)
26 Raphaël Chiquet (507)
27 Marcus Reich (493)
28 Frank Lukas (480)
29 Dez Maarsen (467)
30 Thomas Noyen (454)
31 Alexis Desolneux (442)
Deuxième round: VooDoo Jam à La Nouvelle-Orléans
1 Matthias Dandois (1000)
2 Terry Adams (939)
3 Alexandre Jumelin (897)
4 Raphael Chiquet (865)
5 Matt Wilhelm (840)
6 Shintaro Misawa (817)
7 Jesse Puente (796)
8 York Uno (778)
9 Akihikio Takahashi (761)
10 Stephen Cerra (745)
11 Michael Steingraber (728)
12 Will Redd (712)
13 Art Thomason (696)
14 Hiroya Morizaki (681)
15 Mickey Gaidos (665)
16 Cory Fester (650)
17 Hidekazu Kuga (635)
18 Takeshi Tsuji (620)
19 Scott Ditchfield (605)
20 Kazuma Nakajima (590)
21 Effraim Catlow (576)
22 Andy Cooper (562)
23 Adam Diclaudio (548)
Premier round: King of Ground au Japon
1 Yoshiki Uchino (1000)
2 Yoshihiro Shinde (939)
3 Hiroya Morizaki (897)
4 Shintaro Misawa (865)
5 Hirokazu Miura (840)
6 York Uno (817)
7 Ryoji Yamamoto (796)
8 Shinichi Kiba (778)
9 Syuichi Osada (761)
10 Moto Sasaki (745)
11 Keisuke Tanigawa (728)
12 Michel Staingraber (712)
13 Kotaro Arai (696)
14 Yoshihiro Nishikawa (681)
15 Seiji Sakata (665)
16 Fumiaki Okayama (650)
17 Takayuki Iwa (635 points)
18 Keisuke Matsumoto (620)
19 Akihiko Takahasi (600)
20 Junichiro Sakamoto (590)
21 Takuma Kawamura (576)
22 Hidekazu Kuga (562)
23 Yousuke Yamaguchi (548)
24 Shinichiro Hara (534)
25 Hideki Kawai (520)